# Heinrich Dernburg
Heinrich Dernburg, (Mayence, 3 mars 1829 — Berlin-Charlottenbourg, 23 novembre 1907), est un juriste allemand et homme politique.
Parmi ses disciples, on compte Orlando Gomes, au Brésil, qui s'est intéressé à ses enseignements sur les droits réels.